# Springfield Model 1868
O Springfield Model 1868, foi um rifle de carregamento por retrocarga fabricado pela U.S. Armory em Springfield, Massachusetts e usado pelo Exército dos Estados Unidos durante as Guerras Indígenas. O Model 1868 foi a terceira iteração de rifles da série de "Rifles Springfield", nome atribuído devido ao local de produção, em Springfield, Massachusetts.

## Visão geral
O Model 1868, foi originalmente desenvolvido como um meio de converter mosquetes em rifles de retrocarga, a chamada "modificação Allin" foi mais um modelo que serviu de base para a versão definitiva, o Model 1873, que foi adotado pelo Departamento de Guerra dos Estados Unidos para fabricar e distribuir amplamente para as tropas dos EUA. A maioria dos 52.000 exemplares dele foi fabricada em 1869 e 1870; seu principal objetivo foi resolver o problema de quebra do bloco articulado do sistema "trapdoor" identificado no modelo anterior, o Model 1866, e para isso passou a usar um bloco receptor mais longo e um novo sistema de extração do cartucho.

## Características
Para corrigir o problema de quebra do receptor, identificado no modelos anterior, o Model 1868 usou um novo cano em vez de aplicar uma luva no cano antigo original para diminuir seu calibre. O novo cano era um pouco mais curto, 32,6 in (828 mm), em comparação com o cano de 36,5 polegadas usado no "Model 1866". O cano mais curto foi afixado à coronha usando apenas duas cintas metálicas, em vez das três usadas no Model 1866, e sem a cinta central, a bandoleira foi fixada na cinta superior do cano. O Model 1868 também diferia dos modelos anteriores por usar um receptor do tipo Allin separado e bem mais longo com o cilindro acoplado a ele. O Model 1868 também foi a primeira conversão de alçapão a usar o extrator de cartucho coberto pela Patente U.S. No. 68.009, concedida em 27 de agosto de 1867 para W.H. & G.W. Miller. O Model 1868 tinha um comprimento total de 51,85 in (1 320 mm).
mecanismo "trapdoor" em um Springfield Model 1868.
- Esquema de funcionamento.
- Vista superior em close.

A relação de estriamento do cano era de uma volta a cada 42 polegadas com três ranhuras de profundidade e largura iguais. A mira do mosquete foi substituída por uma mira dobrável do tipo "flip-up leaf" com borda em forma de "V", permitindo um alcance máximo de 900 jardas (823 metros). Os blocos de culatra do Model 1668 têm gravados como ano de produção: 1868, 1869 ou 1870. No entanto, poucos rifles foram produzidos em 1868, portanto, blocos datados de 1868 são muito raros.

## Histórico
O Model 1868, usando o calibre .50 e o cartucho .50-70-450 foi adotado pelo Exército dos EUA. A maioria dos 52.000 rifles produzidos foi fabricada em 1869 e 1870, exemplares com marca de fabricação de 1868 são bastante raros. Os picos de produção ocorreram no período de outubro de 1869 a junho de 1870.
Exemplares antigos do .50-70 Government
usados no Model 1868 (rifle e carabina)
- Um .50-70 Springfield rifle.
- Um .50-70 Springfield rifle "button-primed".
- Um .50-70 Springfield carbine.

No final da década de 1860 e início da década de 1870, muitas unidades do Exército continuavam a usar mosquetes e outras armas, como os rifles de percussão Spencer e Sharps no calibre .52, todos desatualizados. O exército queria padronizar armas e munições e forçou essas unidades a mudarem para modelos Springfield "Trapdoor" quando o "Model 1868" entrou em produção integral.

## Carabina
A variante "carabina" do Model 1868, foi apenas um protótipo; apenas quatro exemplares foram feitos para avaliação. As únicas alterações em relação ao modelo padrão foram: um cano mais curto de 22,25 in (565 mm) e uma mira frontal de duas peças com uma lâmina de latão fixada na base. Três foram feitas no final de 1869 e uma no início de 1870.

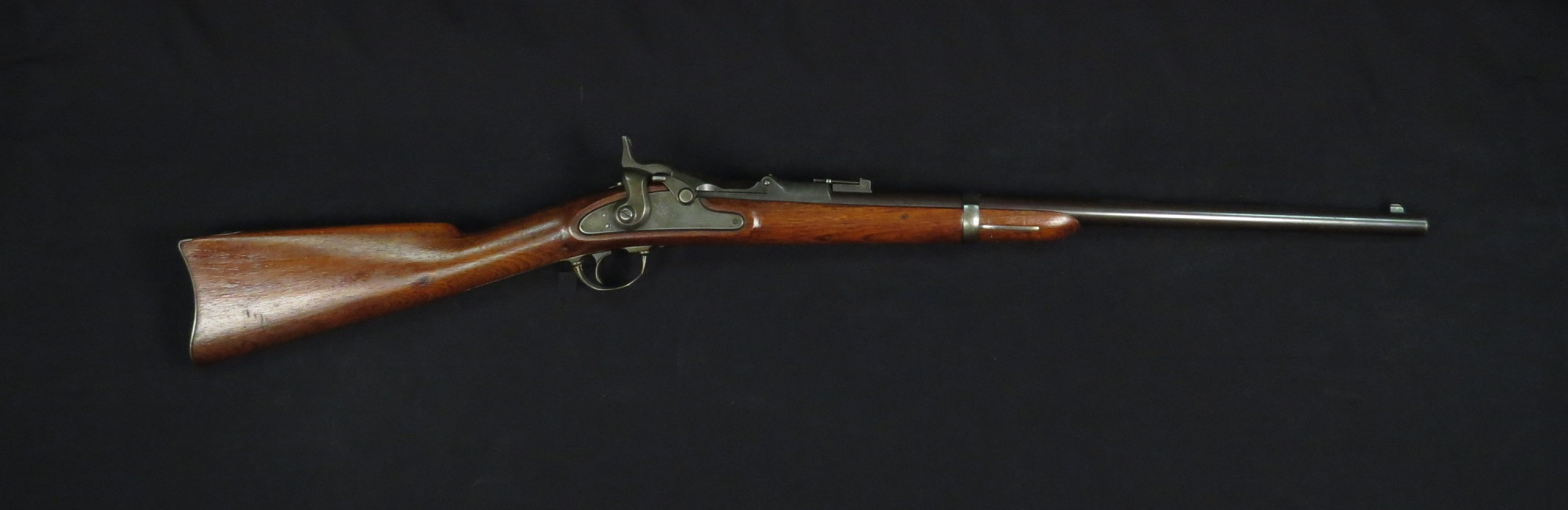
O Springfield Model 1868 "Carbine".